# امپیول کلاگوب
امپیول کلاگوب (انگلیسی: Mpule Kwelagobe؛ زادهٔ ۱۴ نوامبر ۱۹۷۹) سیاستمدار، مدل و از اهالی کسب‌وکار اهل بوتسوانا است. او برنده دوشیزه جهان ۱۹۹۹ و همینطور در دوشیزه دنیا ۱۹۹۷ شرکت کرده بود اما مقامی کسب نکرد.